# Liepara dentata
Liepara dentata är en stekelart som beskrevs av Boucek 1988. Liepara dentata ingår i släktet Liepara och familjen puppglanssteklar. Inga underarter finns listade i Catalogue of Life.